# Мисс мира 2023
Мисс мира 2023 (англ. Miss World 2023) — 71-й международный конкурс красоты Мисс мира. Мероприятие состоялось 9 марта 2024 года в Jio World Convention Centre, Мумбаи, Индия. Победительницей стала представительница Чехии — Кристина Пышкова. Это вторая победа представительницы Чехии в конкурсах красоты.
Участницы из 112 стран и территории приняли участие в конкурсе красоты. Ведущими вечера стали Каран Джохар и победительница «Мисс мира 2013» — Меган Янг. Певец Shaan Неха Каккар Тони Каккар и Тони Энн-Сингх выступили на вечере.

## Закулисье

### Локация и дата
13 февраля 2023 года Джулия Морли председатель «Miss World Organization» анонсировано, что конкурс будет проведён в Объединённых Арабских Эмиратах в мае 2023 года. Морли добавила, что «более подробная информация будет позже» с указанием окончательной даты и места проведения конкурса.
Четыре месяца спустя, 8 июня 2023 года «Miss World Organization» анонсировали, что конкурс будет проведён в Индии вместо Объединённых Арабских Эмиратов. Это первый раз, когда страна принимала конкурс с 1996 года. Не было названо причины, почему организаторы изменили место проведения, но имеются слухи о факторах безопасности. В конце августа появились слухи о том, что конкурс пройдёт в Кашмире, но Морли опровергла эту информацию и заявила, что место проведения ещё не определено и о дате будет объявлено позднее. 28 сентября 2023 года «Miss World Organization» сообщила, что конкурс будет проведён 16 декабря 2023 года в India International Convention and Expo Centre, Нью-Дели, Индия.
Однако ходили слухи, что конкурс снова будет перенесён на 2 марта 2024 года после того, как, как было сообщено, что всем национальным руководителям было разослано предупреждение по электронной почте, а также опубликованная история Каролины Белявской в Instagram, действующей победительницы Мисс Мира, где было сказано относительно переноса сроков конкурса.
Кроме того, 19 января 2024 года организация «Мисс мира» объявила, что конкурс состоится 9 марта 2024 года в «Jio World Convention Centre» в Мумбаи. Конкурс начался 18 февраля 2024 года.

### Отбор участниц
Для участия в конкурсе были отобраны участницы из 113 стран и территорий. Пятеро из них были выбраны после того, как победительницы отказались от участия в международном конкурсе, две участницы были выбраны после того, как был проведён другой национальный конкурс, чтобы заменить победительниц.

#### Замены
Анжела Танузи была заменена Элоной Ндречай, как Мисс мира Албания 2022 по неизвестным причинам. Поэлано Мотизи, Первая Вице-мисс Мисс Лесото 2021, была выбрана для того, чтобы представлять страну, поскольку первоначальная победительница Рефило Лефотан стремилась продолжить обучение за границей. Дарья Гапска изначально должна была представлять Северную Ирландию, но была заменена Кэйтлин Кларк действовавшая обладательница титула после окончания своего правления в качестве Мисс Северная Ирландия. Лусия Арельяно стала обладательницей Мисс мира Перу 2022, заменив Дженнифер Баррантес, которая была лишена короны из-за невыполнения своих обязательств, предусмотренных её контрактом. Однако Баррантес опровергла обвинения и заявила, что между ней и организацией произошёл конфликт из-за которого она сняла с себя обязательства. Первоначально планировалось, что Анна Линникова будет представлять Россию, но её заменила её преемница, поскольку её правление уже закончилось.
Руан Юэ, победительница Мисс Китай 2022, собиралась представлять свою страну на конкурсе Мисс Мира. Однако Юэ была лишена титула за «неподобающее» поведение. 23 августа 2022 года Цинь Цзевэнь заменила Юэ, назначенная организаторами конкурса, но также лишённая титула за фальсификацию данных о своем образовании и трудовой деятельности. В связи с этим был проведён дополнительный конкурс, чтобы определить новую представительницу Китая на «Мисс Мира». Победительницей «Мисс Китай 2022» была объявлена Сюй Синь
Люси Томсон, победительница Мисс Шотландия 2022, должна была представлять свою страну на конкурсе «Мисс Мира». Однако Люси была лишена титула по личным причинам и её заменила Челси Эллисон.

#### Дебют, возвращение и отказавшиеся страны
Конкурс красоты 2023 года будет дебютом Того и возвращением участниц из Австралии, Бангладеш, Хорватии, Дании, Эфиопии, Германии, Греции, Гватемалы, Гайаны, Казахстана, Ливана, Лесото, Либерии, Мартиника, Черногории, Марокко, Мьянмы, Новой Зеландии, Румынии, Сьера-Леоне, Южного Судана, Таиланда и Зимбабве. Участница из Марокко в последний раз участвовала в 1968 году, участница из Марокко в последний раз участвовала в 2017 году, участницы из Германии, Ливана, Лесото, Мартиника и Зимбабве в последний раз принимали участие в 2018 году. В то время как остальные в последний раз соревновались в 2019 году. Армения, Багамские острова, Ирак, Макао, Руанда, Синт-Мартин и Шри-Ланка отказались от участия.
Албания, Армения, Багамские острова, Экваториальная Гвинея, Исландия, Люксембург, Руанда, Сент-Люсия, и Синт-Мартен отказались от участия. Леа Севениг из Люксембурга должна была участвовать в этом конкурсе Однако Севениг подтвердила, что не будет участвовать в этом конкурсе в связи с отменой национального конкурса. Дивин Мухето из Руанды так же отказалась от участия из-за отмены национального конкурса после нескольких обвинений организации в неправомерном поведении по отношению к участникам. Эшли Кэррингтон с Барбадоса, Ксария Пенн с Британских Виргинских островов и Фоневилай Луанглат из Лаоса отказались от участия по неизвестным причинам.
Участницы были официально представлены 21 февраля 2024 года во время 71-й церемонии открытия Мисс Мира на официальном YouTube-канале. Конкурсантки из Албании, Боснии и Герцеговины, Косово, Либерии, Лаоса, Макао и Тайваня на мероприятии не присутствовали.

## Результаты

### Размещения
| Места          | Участница |
| -------------- | --- |
| Мисс мира 2023 | - Чехия — Кристина Пышкова |
| Вице-мисс      | - Ливан — Ясмина Зайтун |
| Топ-4          | - Ботсвана — Лесего Чомбо - Тринидад и Тобаго — Ачи Абрахамс |
| Топ-8          | - Бразилия — Летисия Фрота - Англия — Джессика Гаген - Индия — Сини Шетти - Уганда — Ханна Тумукунде |
| Топ-12         | - Австралия — Кристен Райт - Доминиканская Республика — Мария Виктория Байо - Маврикий — Лиза Гундоури - Испания — Паула Перес |
| Топ-40         | - Бельгия — Кедист Дельтур - Белиз — Элиза-Гайонн Вернон - Камерун — Джулия Саманта Эдима - Канада — Хайме Ванденберг - Хорватия — Люция Бегич - Франция — Клеманс Ботино - Гибралтар — Фэйт Торрес - Индонезия — Одри Ванесса - Италия — Ребекка Арноне - Кения — Чанту Квамбока - Мадагаскар — Анцали Раджоэлина - Малайзия — Венанита Анганг - Мартиника — Аксель Рене - Непал — Приянка Рани Джоши - Новая Зеландия — Навджот Каур - Нигерия — Ада Эме - Перу — Лусиана Арельяно - Пуэрто-Рико — Елена Ривера - Сомали — Бахджа Мохамуд - ЮАР — Клод Машего - Южный Судан — Арек Абрахам Альбино - Танзания — Халима Копве - Тунис — Имен Мерзи - Турция — Нурсена Сэй - Украина — София Шамия - Вьетнам — Хюинь Нгуиэн Май Фыонг § - Уэльс — Дарси Корриа - Зимбабве — Нокутенда Марумбва |

§ — Победитель мультимедийного конкурса

### Континентальные королевы красоты
Континентальные титулы были вручены участниц, занявшим наивысшие места в финале, помимо главной короны.
| Континентальные титулы | Участница                          |
| ---------------------- | ---------------------------------- |
| Америки                | - Бразилия — Летисия Фрота         |
| Карибы                 | - Тринидад и Тобаго — Ачи Абрахамс |
| Африка                 | - Ботсвана — Лесего Чомбо          |
| Европа                 | - Англия — Джессика Гаген          |
| Азия                   | - Ливан — Ясмина Зайтун            |
| Океания                | - Австралия — Кристен Райт         |

## Соревнования-вызовы

### Beauty With a Purpose
Десять финалисток были объявлены в прямом эфире через социальные сети «Мисс Мира» во время 71-го гала-ужина «Красота с целью» 3 марта 2024 года[нужен лучший источник] Четыре континентальных победителя вошли в топ-40.
- Попал в топ-40 благодаря конкурсу «Beauty With a Purpose Challenge».

| Место                              | Участница                                           | Участница      |
| ---------------------------------- | --------------------------------------------------- | -------------- |
| Общий победитель                   | - Бразилия — Летисия Фрота                          | Америка        |
| Топ-4 (Континентальные победители) |                                                     |                |
| - Уганда — Ханна Тумукунде         | Африка                                              |                |
| - Непал — Приянка Рани Джоши       | Азия и Океания                                      |                |
| - Украина — София Шамия            | Европа                                              |                |
| Топ-10                             | - Ботсвана — Лесего Чомбо - Танзания — Халима Копве | Африка         |
| Топ-10                             | - Тринидад и Тобаго — Ачи Абрахамс                  | Америка        |
| Топ-10                             | - Индонезия — Одри Ванесса - Турция — Нурсена Сэй   | Азия и Океания |
| Топ-10                             | - Чехия — Кристина Пышкова                          | Европа         |

### Личный вызов
Вместо соревнования в группах, участницы создали видеоролик, посвящённый Цели устойчивого развития Организации Объединённых Наций. Двадцать пять конкурсанток были выбраны для участия в финальном раунде в «The Summit Room» в Бхарат-Мандапам, Нью-Дели 23 февраля 2024 года, из которого были выбраны пять победителей. Пять победительниц автоматически войдут в Топ-40.
- Попал в число 40 лучших благодаря личному соревнованию.

| Место      | Участница |
| ---------- | --- |
| Победители | - Ботсвана — Лесего Чомбо - Англия — Джессика Гаген - Ливан — Ясмина Зайтун - Нигерия — Ада Эме - Зимбабве — Нокутенда Марумбва |
| Топ-25     | - Австралия — Кристен Райт - Бельгия — Кедист Дельтур - Бразилия — Летисия Фрота - Индия — Сини Шетти - Индонезия — Одри Ванесса - Ирландия — Иванна Макмахон - Кения — Чанту Квамбока - Мадагаскар — Анцали Раджоэлина - Малайзия — Венанита Анганг - Непал — Приянка Рани Джоши - Северная Ирландия — Кейтлин Кларк - Филиппины — Гвендолин Фурньоль - Пуэрто-Рико — Елена Ривера - ЮАР — Клод Машего - Испания — Паула Перес - Таиланд — Тарина Ботес - Тринидад и Тобаго — Ачи Абрахамс - США — Виктория ДиСорбо - Вьетнам — Хюинь Нгуиэн Май Фыонг - Уэльс — Дарси Корриа |

### Спортивный вызов
Отборочный раунд Спортивного вызова проводился 22 февраля 2024 года в Thyagaraj Sports Complex, где участники соревновались в челночном беге. 23 февраля 2024 года 32 участницы было объявлено, что они примут участие в финальном раунде в Major Dhyan Chand National Stadium, в Нью-Дели 24 февраля 2024.
| Место                                 | Участница | Континент      | Команда         |
| ------------------------------------- | --- | -------------- | --------------- |
| Победитель                            | - Хорватия — Люция Бегич | Европа         | Синяя команда   |
| 1-я Вице-мисс                         | - Чили — Амбэр Зентено | Америка        | Зелёная команда |
| 2-я Вице-мисс                         | - Перу — Лусиана Арельяно | Америка        | Зелёная команда |
| Топ-32 (Континентальные квалификации) | - Ботсвана — Лесего Чомбо - Гана — Мириам Ксорласи - Кения — Чанту Квамбока - Мадагаскар — Анцали Раджоэлина - Марокко — Соня Айт Мансур - Намибия — Леоне ван Яарсвельд - ЮАР — Клод Машего - Южный Судан — Арек Абрахам Альбино         | Африка         | Жёлтая команда  |
| Топ-32 (Континентальные квалификации) | - Канада — Хайме Ванденберг - Гваделупа — Мари Хатчи - Гватемала — Марсела Миранда - Никарагуа — Мариэла Серрос - Панама — Кэтлин Перес - Уругвай — Татьяна Луна                                                                          | Америки        | Зелёная команда |
| Топ-32 (Континентальные квалификации) | - Австралия — Кристен Райт - Индонезия — Одри Ванесса - Япония — Кана Ямагучи - Монголия — Болор Бат-Эрдэне - Непал — Приянка Рани Джоши - Новая Зеландия — Навджот Каур - Филиппины — Гвендолин Фурньоль - Республика Корея — Лиджин Ким | Азия и Океания | Красная команда |
| Топ-32 (Континентальные квалификации) | - Дания — Йоханна Грундт Хансен - Англия — Джессика Гаген - Греция — Саманта Мисович - Венгрия — Богларка Хаcи - Словакия — София Гривнякова - Швеция — Стина Нордландер - Уэльс — Дарси Корриа                                           | Европа         | Синяя команда   |

### Вызов талантов
Двадцать три финалистки Конкурса талантов были объявлены 1 марта 2024 года через социальные сети «Мисс мира»
The final fourteen showcased their talent during the 71st Beauty With a Purpose Gala Dinner on March 3, 2024. Northern Ireland’s Kaitlyn Clarke and Indonesia’s Audrey Vanessa were the runner-ups, with Tunisia’s Imen Mehrzi advancing to the top 40 as the winner.[нужен лучший источник]
- Вышли в число 40 лучших благодаря конкурсу талантов.

| Место         | Участница |
| ------------- | --- |
| Победитель    | - Тунис — Имен Мерзи |
| 1-я Вице мисс | - Северная Ирландия — Кейтлин Кларк |
| 2-я Вице мисс | - Индонезия — Одри Ванесса |
| Топ-14        | - Ботсвана — Лесего Чомбо - Эстония — Адриана Масс - Гибралтар — Фэйт Торрес - Гватемала — Марсела Миранда - Венгрия — Богларка Хаcи - Индия — Сини Шетти - Ирландия — Иванна Макмахон - Монголия — Болор Бат-Эрдэне - Нидерланды — Эмбер Келевейн - Португалия — Катарина Феррейра - Уэльс — Дарси Корриа |
| Топ-23        | - Финляндия — Аделаида Ботти ван ден Брюле - Мальта — Наталия Галеа - Филиппины — Гвендолин Фурньоль - Польша — Кристина Соколовская - Пуэрто-Рико — Елена Ривера - Румыния — Ада-Мария Илеана - ЮАР — Клод Машего - Испания — Паула Перес - Тринидад и Тобаго — Ачи Абрахамс                              |

### Вызов топ-модели
Конкурс «Топ-модель» прошел 2 марта 2024 года в отеле «Aurika Mumbai SkyCity» The contestants catwalked in two outfits in continental groupings, before five finalists were selected from each continent to advance. Amongst the five finalists for each continent, one continental winner was chosen. An overall winner and runner-up were then chosen amongst the four continental winners. Axelle René from Martinique was chosen as the winner, obtaining a spot in the Top 40.[нужен лучший источник] The winners of the Best Designer Dress were also announced at the same event.
- Вошла в топ-40 благодаря испытанию «Топ-модель».

| Место         | Участница | Континент      |
| ------------- | --- | -------------- |
| Победитель    | - Мартиника — Аксель Рене | Америка        |
| 1-я Вице-мисс | - Турция — Нурсена Сэй | Азия и Океания |
| Финалистки    | - Ботсвана — Лесего Чомбо | Африка         |
| Финалистки    | - Словакия — София Гривнякова | Europe         |
| Топ-20        | - Бразилия — Leticía Frota - Канада — Jaime Vandenberg - Доминиканская Республика — Мария Виктория Байо - Перу — Лусиана Арельяно | Америка        |
| Топ-20        | - Гана — Мириам Ксорласи - Нигерия — Ада Эме - ЮАР — Клод Машего - Того — Химен Моладжа                                           | Африка         |
| Топ-20        | - Индия — Сини Шетти - Индонезия — Одри Ванесса - Ливан — Ясмина Зайтун - Филиппины — Гвендолин Фурньоль                          | Азия и Океания |
| Топ-20        | - Бельгия — Кедист Дельтур - Чехия — Кристина Пышкова - Франция — Клеманс Ботино - Шотландия — Челси Эллисон                      | Европа         |

#### Лучшее дизайнерское платье
| Место      | Участница                      | Континент      |
| ---------- | ------------------------------ | -------------- |
| Победитель | - Эфиопия — Ргат Афеверки Ибра | Африка         |
| Победитель | - США — Виктория ДиСорбо       | Америка        |
| Победитель | - Индия — Сини Шетти           | Азия и Океания |
| Победитель | - Чехия — Кристина Пышкова     | Европа         |

## Конкурс

### Отборочная комиссия
- Харбхаджан Сингх[англ.] — Индийский игрок в крикет[58]
- Винит Джайн[англ.] — Индийский предприниматель и управляющий директор «Bennett, Coleman & Co. Limited»[58]
- Амрута Фаднавис[англ.] — Индийская актриса и социальный работник[58]
- Крити Санон — Индийская актриса[58]
- Пуджа Хегде — Индийская актриса[58]
- Мануши Чхиллар — актриса и победительница Мисс мира 2017[58]
- Джулия Морли — Председатель и генеральный директор организации «Мисс мира»[58]
- Саджид Надиадвала[англ.] — Индийский кинопродюсер[58]
- Мария Хулия Мантилья — победительница Мисс мира 2004[58]
- Джамиль Саиди — Стратегический партнёр «Мисс Мира» в Индии[58]
- Раджат Шарма[англ.] — Индийский журналист[58]

## Участницы
Список из 112 участниц:
| Страна/Территория        | Участница                                   | Возраст | Родной город / регион   |        |
| ------------------------ | ------------------------------------------- | ------- | ----------------------- | ------ |
| Ангола                   | Флоринда Хосе                               | 21      | Луанда                  |        |
| Аргентина                | Мариэла Фукс                                | 22      | Мисьонес                |        |
| Австралия                | Кристен Райт                                | 24      | Мельбурн                |        |
| Бангладеш                | Шамми Ислам Нила                            | 21      | Дакка                   |        |
| Бельгия                  | Кедист Дельтур                              | 26      | Назарет                 |        |
| Белиз                    | Элиза-Гайонн Вернон                         | 21      | Бискейн                 |        |
| Боливия                  | Фернанда Риверо                             | 20      | Санта-Крус-де-ла-Сьерра |        |
| Босния и Герцеговина     | Анжела Гаич                                 | 18      | Баня-Лука               |        |
| Ботсвана                 | Лесего Чомбо                                | 22      | Габороне                |        |
| Бразилия                 | Летисия Фрота                               | 20      | Манаус                  |        |
| Болгария                 | Кристиана Йорданова                         | 26      | Провадия                |        |
| Камбоджа                 | Соваттей Сари                               | 25      | Кратьэх                 |        |
| Камерун                  | Джулия Саманта Эдима[нужен лучший источник] | 28      | Эболова                 |        |
| Канада                   | Хайме Ванденберг                            | 27      | Летбридж                |        |
| Острова Кайман           | Линни Тиббетс                               | 27      | Джорджтаун              |        |
| Чили                     | Амбэр Зентено                               | 28      | Сантьяго                |        |
| Китай                    | Сюй Синь                                    | 20      | Хэйлунцзян              |        |
| Колумбия                 | Камила Пинзон                               | 28      | Дуитама                 |        |
| Коста-Рика               | Крисли Салас[нужен лучший источник]         | 24      | Алахуэла                |        |
| Кот-д’Ивуар              | Милен Джихони                               | 23      | Абоисо                  |        |
| Хорватия                 | Люция Бегич                                 | 23      | Загреб                  |        |
| Кюрасао                  | Нашаира Балентиен                           | 26      | Виллемстад              |        |
| Чехия                    | Кристина Пышкова                            | 23      | Тршинец                 |        |
| Дания                    | Йоханна Грундт Хансен                       | 22      | Нествед                 |        |
| Доминиканская Республика | Мария Виктория Байо                         | 23      | Санто-Доминго           |        |
| Эквадор                  | Анни Замбрано                               | 23      | Салинас                 |        |
| Сальвадор                | Андреа Агилар                               | 20      | Сан-Сальвадор           |        |
| Англия                   | Джессика Гаген                              | 28      | Скелмерсдейл            |        |
| Эстония                  | Адриана Масс                                | 21      | Пярну                   |        |
| Эфиопия                  | Ргат Афеверки Ибра                          | 23      | Аддис-Абеба             |        |
| Финляндия                | Аделаида Ботти ван ден Брюле                | 27      | Сонкаярви               |        |
| Франция                  | Клеманс Ботино                              | 27      | Бэ-Мао                  |        |
| Германия                 | Александра Модич                            | 24      | Вецлар                  |        |
| Гана                     | Мириам Ксорласи[нужен лучший источник]      | 23      | Баттор                  |        |
| Гибралтар                | Фэйт Торрес                                 | 22      | Гибралтар               |        |
| Греция                   | Саманта Мисович                             | 19      | Ханья                   |        |
| Гваделупа                | Мари Хатчи                                  | 25      | Бас-Тер                 |        |
| Гвинея                   | Макиа Бамба                                 | 25      | Конакри                 |        |
| Гвинея-Бисау             | Мирла Феррейра Дабо                         | 26      | Бисау                   |        |
| Гайана                   | Андреа Кинг                                 | 26      | Джорджтаун              |        |
| Гаити                    | Вальери Альсид                              | 28      | Петьонвиль              |        |
| Гондурас                 | Ельсин Альмендарес                          | 23      | Данли                   |        |
| Венгрия                  | Богларка Хаcи                               | 23      | Мишкольц                |        |
| Индия                    | Сини Шетти                                  | 22      | Удипи                   |        |
| Индонезия                | Одри Ванесса                                | 24      | Манадо                  |        |
| Ирак                     | Балзам Хусейн                               | 27      | Багдад                  |        |
| Ирландия                 | Иванна Макмахон                             | 28      | Бэрфилд                 |        |
| Италия                   | Ребекка Арноне                              | 21      | Турин                   |        |
| Ямайка                   | Шаник Сингх                                 | 26      | Кингстон                |        |
| Япония                   | Кана Ямагучи[нужен лучший источник]         | 25      | Тояма                   |        |
| Казахстан                | Томирис Какимова                            | 25      | Астана                  |        |
| Кения                    | Чанту Квамбока                              | 24      | Кисуму                  |        |
| Ливан                    | Ясмина Зайтун                               | 21      | Кфарчуба                |        |
| Лесото                   | Поэлано Мотиси                              | 23      | Масеру                  |        |
| Либерия                  | Вералин Вонлех                              | 20      | Монровия                |        |
| Макао                    | Ли Менгли                                   | 25      | Макао                   |        |
| Мадагаскар               | Анцали Раджоэлина                           | 23      | Аналаманга              |        |
| Малайзия                 | Венанита Анганг                             | 27      | Кота-Кинабалу           |        |
| Мальта                   | Наталия Галеа                               | 24      | Валлетта                |        |
| Мартиника                | Аксель Рене                                 | 22      | Ле-Робер                |        |
| Маврикий                 | Лиза Гундоури                               | 25      | Порт-Луи                |        |
| Мексика                  | Алехандра Диас                              | 25      | Сан-Луис-Потоси         |        |
| Молдова                  | Диана Спотаренко                            | 20      | Гагаузия                |        |
| Монголия                 | Болор Бат-Эрдэне                            | 24      | Улан-Батор              |        |
| Черногория               | Анджела Вукадинович                         | 22      | Подгорица               |        |
| Марокко                  | Соня Айт Мансур                             | 27      | Марракеш                |        |
| Мьянма                   | Юн Тейнт Тейнт Нвей                         | 19      | Пиндайя                 |        |
| Намибия                  | Леоне ван Яарсвельд                         | 27      | Свакопмунд              |        |
| Непал                    | Приянка Рани Джоши                          | 25      | Катманду                |        |
| Нидерланды               | Эмбер Келевейн                              | 18      | Бюнсхотен               |        |
| Новая Зеландия           | Навджот Каур                                | 27      | Окленд                  |        |
| Никарагуа                | Мариэла Серрос                              | 25      | Окоталь                 |        |
| Нигерия                  | Ада Эме                                     | 24      | Абириба                 |        |
| Северная Ирландия        | Кейтлин Кларк                               | 27      | Белфаст                 |        |
| Норвегия                 | Андреа Фариас                               | 20      | Кристиансанн            |        |
| Панама                   | Кэтлин Перес                                | 24      | Чангинола               |        |
| Парагвай                 | Дахиана Бенитес                             | 20      | Энкарнасьон             |        |
| Перу                     | Лусиана Арельяно                            | 23      | Укаяли                  |        |
| Филиппины                | Гвендолин Фурньоль                          | 23      | Химамайлан              |        |
| Польша                   | Кристина Соколовская                        | 25      | Белосток                |        |
| Португалия               | Катарина Феррейра                           | 25      | Лиссабон                |        |
| Пуэрто-Рико              | Елена Ривера                                | 19      | Тоа-Баха                |        |
| Румыния                  | Ада-Мария Илеана                            | 26      | Бухарест                | Европа |
| Шотландия                | Челси Эллисон                               | 26      | Инвернесс               |        |
| Сенегал                  | Фату Л’о                                    | 21      | Дакар                   |        |
| Сербия                   | Аня Радич                                   | 20      | Белград                 |        |
| Сьерра-Леоне             | Дейзи Принцесса Муджех Абдулай              | 22      | Фритаун                 |        |
| Сингапур                 | О Вэй Ци                                    | 24      | Сингапур                |        |
| Словакия                 | София Гривнякова                            | 22      | Банска-Штьявница        |        |
| Словения                 | Вида Миливойша                              | 24      | Любляна                 |        |
| Сомали                   | Бахджа Мохамуд[нужен лучший источник]       | 22      | Беледуэйне              |        |
| ЮАР                      | Клод Машего                                 | 24      | Йоханнесбург            |        |
| Республика Корея         | Лиджин Ким                                  | 27      | Сеул                    |        |
| Южный Судан              | Арек Абрахам Альбино                        | 21      | Джуба                   |        |
| Испания                  | Паула Перес                                 | 27      | Кастельон-де-ла-Плана   |        |
| Шри-Ланка                | Кавинди Нетмини[нужен лучший источник]      | 27      | Коломбо                 |        |
| Суринам                  | Пуджа Чоткан                                | 23      | Парамарибо              |        |
| Швеция                   | Стина Нордландер                            | 26      | Крамфорс                |        |
| Танзания                 | Халима Копве                                | 23      | Мтвара                  |        |
| Таиланд                  | Тарина Ботес                                | 27      | Пхукет                  |        |
| Того                     | Химен Моладжа                               | 24      | Ломе                    |        |
| Тринидад и Тобаго        | Ачи Абрахамс                                | 24      | Санта-Круз              |        |
| Тунис                    | Имен Мерзи[нужен лучший источник]           | 25      | Бени-Хиар               |        |
| Турция                   | Нурсена Сэй                                 | 25      | Стамбул                 |        |
| Уганда                   | Ханна Тумукунде                             | 20      | Накасеке                |        |
| Украина                  | София Шамия                                 | 18      | Киев                    |        |
| США                      | Виктория ДиСорбо                            | 25      | Пемброк-Пайнс           |        |
| Уругвай                  | Татьяна Луна                                | 23      | Монтевидео              |        |
| Венесуэла                | Ариагни Дабоин                              | 27      | Маракай                 |        |
| Вьетнам                  | Хюинь Нгуиэн Май Фыонг                      | 24      | Донгнай                 |        |
| Уэльс                    | Дарси Корриа                                | 21      | Барри                   |        |
| Зимбабве                 | Нокутенда Марумбва                          | 20      | Булавайо                |        |